# ۲۸ سپتامبر
۲۸ سپتامبر در تقویم گرگوری، دویست و هفتادمین (در سال‌های کبیسه دویست و هفتاد و دومین) روز سال است. ۹۴ روز تا پایان سال باقی است.

## رویدادها
- ۴۸ پیش از میلاد - پومپه بزرگ پس از ورود به مصر به دستور بطلمیوس سیزدهم، پادشاه مصر کشته شد.
- ۲۳۵ - پاپ پونتیان از سمت خود خلع و همراه هیپولیتوس به معادن ساردنی تبعید شد.
- ۳۶۵ - پروکوپیوس با تطمیع لژیونرهای قسطنطنیه خود را امپراتور روم خواند.
- ۱۹۲۸ - الکساندر فلمینگ، پزشک اسکاتلندی، پنی‌سیلین را کشف کرد.[۱]
- ۱۹۳۹ - جنگ دوم جهانی: آخرین نیروهای لهستانی در ورشو، پایتخت تحت محاصره تسلیم ورماخت شدند.
- ۱۹۷۸ - پاپ ژان پل اول تنها پس از ۳۳ روز رهبری کلیسای کاتولیک درگذشت.
- ۱۹۹۶ - دکتر محمد نجیب‌الله، رئیس‌جمهور افغانستان پس از تحمل شکنجه‌های فراوان به شکل فجیعی توسط گروه طالبان کشته شد.
- ۱۹۹۸ - حمله زامبی ها به شهر راکون سیتی بنا بر داستان بازی رزیدنت ایول؛ هرچند داستان آن کاملا تخیلی بوده و واقعیت ندارد اما دانشمندان پیش بینی چنین آینده ای را بعید نمی دانند.

- ۲۰۰۰ - در پی دیدار آریل شارون، نخست‌وزیر اسرائیل از مسجد الاقصی، انتفاضه اقصی (انتفاضه دوم) آغاز شد.
- ۲۰۰۸ - اسپیس‌اکس، شرکت تولیدکننده محصولات صنایع هوافضایی تجاری در ایالات متحده، فالکن ۱ را به عنوان اولین فضاپیمای تجاری برای قرار گرفتن در مدار زمین به فضا شلیک کرد.
- ۲۰۱۲ - عملیات مشترک نیروهای ارتش سومالی و اتحادیه آفریقا علیه مواضع گروهک تروریستی الشباب، برای بیرون راندن شبه نظامیان از بندر کیسمایو آغاز شد.
- ۲۰۱۵ - ناسا کشف آب مایع در سطح مریخ را تأیید کرد.

## زادروزها

### قبل از سال ۱۶۰۰
- ۵۵۱ پیش از میلاد - کنفوسیوس، فیلسوف چینی، ویراستار، سیاستمدار، و فیلسوف دوره بهار و پاییز تاریخ چین. (متوفی ۴۷۹ پیش از میلاد)
- ۶۱۶ - جوانشیر، پادشاه آلبانی قفقاز (متوفی ۶۶۹)
- ۱۴۹۴ - آگنولو فیرنزوولا، شاعر و نمایشنامه‌نویس ایتالیایی (متوفی ۱۵۴۵)
- ۱۵۵۵ - هانری دو لا تور d'Auvergne، مارشال فرانسه (متوفی ۱۶۲۳)
- ۱۵۷۳ - تئودور دو مایرن، پزشک سوئیسی (متوفی ۱۶۵۴)

### از سال ۱۹۰۱ تا اکنون
- ۱۹۱۵ – اتل روزتبرگ که به همراه همسرش به جرم جاسوسی برای شوروی در آمریکا اعدام شد.
- ۱۹۲۴ – مارچلو ماسترویانی بازیگر ایتالیایی.
- ۱۹۳۰ – خالو حسین کوهکن؛ خالق غار سنگی میگوره با داشتن یک پا و یک تیشه.
- ۱۹۶۳ – اریک کوماس، رانندهٔ مسابقات اتومبیل‌رانی فرمول یک اهل فرانسه
- ۱۹۶۸ – میکا هاکینن، رانندهٔ مسابقات اتومبیل‌رانی فرمول یک اهل فنلاند

## درگذشت‌ها
- ۱۸۹۵ - لویی پاستور، شیمیدان و زیست‌شناس فرانسوی
- ۱۹۹۶ - محمد نجیب‌الله، رئیس‌جمهور افغانستان

## مناسبت‌ها
- روز جهانی آزادی از گرسنگی[۲]
- روز جهانی آزادی دسترس به اطلاعات[۳]
- روز جهانی هاری